# Dry Kill Logic
Dry Kill Logic ist eine US-amerikanische Metal-Band, die 1993 in Westchester, New York gegründet wurde. Als Nu-Metal-Band gegründet, ging die Band nach dem ersten Major-Label-Release stark in den Hardcore- und Metalcorebereich über.

## Geschichte
Dry Kill Logic ging aus der Band Hinge hervor, die ihr eigenes Label Psychodrama Records gründete, nachdem sie von keinem Label unter Vertrag genommen worden war. Dort kam 1997 unter dem Titel Cause Moshing is Good Fun auch ihre erste EP heraus. Diese Veröffentlichung verhalf ihnen zu Auftritten als Vorband von Bands wie Exodus und Pro Pain. 1998 gingen die Bandmitglieder erneut ins Studio und nahmen zusammen mit Andy Katz ihre zweite EP Elemental Evil auf. Es folgten Auftritte im Vorprogramm von Bands wie Coal Chamber, Incubus, Anthrax oder System of a Down. Noch während der Tour gab es Probleme mit dem Gitarristen, der die Band daraufhin verließ. Danach legten sie einige Zeit lang eine Pause ein, erst Ende 1999 fanden sie mit Scott Thompson einen neuen Gitarristen.
Im Jahr 2000 erhielt die Band einem Plattenvertrag bei Roadrunner Records. Da die Bandmitglieder nicht die Rechte am Bandnamen Hinge besaßen, waren sie gezwungen, sich einen neuen Bandnamen zuzulegen. Auf die Bezeichnung Dry Kill Logic stießen sie in der Anleitung eines Effekte-Verstärkers. 2001 nahmen sie ihr Debütalbum The Darker Side of Nonsense auf. Die Platte wies starke Ähnlichkeiten zu Bands wie Fear Factory und Slipknot auf und lag damit im Trend jener Jahre.
Erneut gab es Probleme mit dem Gitarristen und dem Bassisten sowie dem Label. Von letzterem trennte man sich insbesondere wegen dessen Forderung nach einem vermarktbareren Sound für das anstehende neue Album. Nach einer weiteren Pause unterschrieben Dry Kill Logic schließlich bei SPV/Steamhammer. Jason Bozzi wurde als neuer Gitarrist und Danny Horboychuck als neuer Bassist engagiert. Die Band arbeitete fortan an dem Album The Dead And Dreaming, das 2004 herauskam. 2006 erschien die dritte EP The Magellan Complex, die sich auch als DVD abspielen lässt, und wenige Monate später das aktuelle Album der Band, Of Vengeance and Violence.
Dreizehn Jahre nach dem letzten Album, erschien der Comeback-Single „Vices“ am 6. September 2019. Weitere Singles und EPs sollen noch folgen.

## Diskografie
- 1997: Cause Moshing Is Good Fun (EP)
- 1998: Elemental Evil (EP)
- 2001: The Darker Side of Nonsense
- 2004: The Dead and Dreaming
- 2006: The Magellan Complex (EP/DVD)
- 2006: Of Vengeance and Violence